# Charles Ragiot
Charles Ragiot est né à Montreuil-sous-Bois le 9 décembre 1896 et décède le 15 novembre 1970 à Cannes. 
Après des études à la faculté des sciences de Paris, il est incorporé en août 1916 à la 22e section d'infirmiers militaires.
Démobilisé en septembre 1919, il intègre l'école de santé navale de Bordeaux où il présente sa thèse de doctorat en 1922.
Il séjourne en Indochine à partir d'août 1925 en tant que médecin et chercheur. Il rentre en relation avec le Docteur Albert Sallet qui officie à Hué. Il est aussi photographe amateur.
Cadre de l’Assistance médicale de l’Indochine à l’hôpital de Cholon, ses recherches sur les maladies tropicales sont publiées dans le Bulletin de la Société de Pathologie exotique. 
Il fait partie de la Mission hydrographique de la Marine en Indochine (1925-1927). Il est mobilisé en 1939, d'abord à Saïgon puis à Haïphong. 
En 1942, il est nommé professeur à l’école d’infirmiers du Pavillon Pasteur de l’hôpital Lalung Bonnaire à Cholon. 
Rapatrié en 1946 avec son épouse et leur fils, il doit abandonner la recherche et s’installe comme praticien de « médecine générale et tropicale » à Cannes.